# Thập niên 630 TCN
Thập niên 630 TCN hay thập kỷ 630 TCN chỉ đến những năm từ 630 TCN đến 639 TCN.